# Causey Park Bridge
Causey Park Bridge – wieś w Anglii, w hrabstwie Northumberland. Leży 31 km na północ od miasta Newcastle upon Tyne i 428 km na północ od Londynu.